# 원 체이스 맨해튼 플라자
원 체이스 맨해튼 플라자(One Chase Manhattan Plaza)는 미국 뉴욕 맨해튼 파이낸셜 디스트릭트에 위치한 마천루이다. 뉴욕에서 11번째로 높으며, 미국에서는 43번째로 높다.

## 같이 보기
- 뉴욕의 마천루 목록